# Consuming Impulse
Consuming Impulse – drugi album studyjny holenderskiej grupy muzycznej Pestilence. Wydawnictwo ukazało się w 25 grudnia 1989 roku nakładem wytwórni muzycznej Roadrunner Records. Wydanie płyty przysporzyło zespołowi wielu fanów. Pestilence powoli zaczęło przechodzić w stylistykę technicznego death metalu. Nagrania zostały zarejestrowane w Music Lab Studios w Berlinie w Niemczech.

## Lista utworów
Opracowano na podstawie materiału źródłowego.
| Nr  | Tytuł utworu                               | Autorzy                      | Długość |
| --- | ------------------------------------------ | ---------------------------- | ------- |
| 1.  | „Dehydrated”                               | Mameli, Van Drunen           | 3:08    |
| 2.  | „The Process of Suffocation”               | Mameli, Uterwijk, Van Drunen | 2:41    |
| 3.  | „Suspended Animation”                      | Mameli, Uterwijk, Van Drunen | 3:28    |
| 4.  | „The Trauma”                               | Foddis, Mameli               | 3:20    |
| 5.  | „Chronic Infection”                        | Foddis, Mameli               | 3:57    |
| 6.  | „Out of the Body”                          | Foddis, Mameli               | 4:39    |
| 7.  | „Echoes of Death”                          | Foddis, Mameli               | 4:16    |
| 8.  | „Deify Thy Master”                         | Foddis, Mameli, Uterwijk     | 4:53    |
| 9.  | „Proliferous Souls” (utwór instrumentalny) | Mameli                       | 2:08    |
| 10. | „Reduced to Ashes”                         | Mameli, Van Drunen           | 4:53    |
|     |                                            |                              | 37:23   |

## Twórcy
Opracowano na podstawie materiału źródłowego.

- Martin van Drunen - wokal prowadzący
- Patrick Mameli - gitara rytmiczna, gitara prowadząca, gitara basowa
- Patrick Uterwijk - gitara rytmiczna, gitara prowadząca
- Marco Foddis - perkusja, instrumenty perkusyjne
- Harris Johns - produkcja muzyczna
- Squeal - oprawa graficzna
- Ron Kruit - zdjęcia
- Goldhoorn & van Rosmalen - typografia